# 蒲郡海洋開発
蒲郡海洋開発（がまごおりかいようかいはつ、GAMAGORI MARINE DEVELOPMENT CO.,LTD ）は、かつて愛知県蒲郡市海陽町にてラグーナ蒲郡を運営していた会社である。2014年（平成26年）8月に3事業と11月に2事業を譲渡し、譲渡先で経営を再建させたが、この会社は2015年（平成27年）1月に解散した。
主力事業を開業する前に債権放棄が行なわれた珍しい企業。徐々に改善傾向であるものの経営状況は芳しくなかった。愛知県などの株主に増資を求め、一時県議会で増資への対応を巡り与党からも反発が出たことがある。

## 概要
- 設立：1991年（平成3年）11月25日
- 資本金：139億47百万円
- 主要株主：愛知県（32.52%）、蒲郡市（15.49%）、トヨタ自動車（19.74%）、その他（32.25%）
- 事業概要：海洋レジャーを主体とした複合マリンリゾート施設「ラグーナ蒲郡」の経営及び土地の分譲
- 旧本社所在地：愛知県蒲郡市海陽町2丁目1番地
- 代表者：代表取締役社長・河井康宏

## 株主
- 愛知県
- 蒲郡市
- トヨタ自動車
- 大林組
- プリンスホテル
- デンソー
- 豊田通商
- 三菱東京UFJ銀行
- 東海旅客鉄道（JR東海）
- 蒲郡信用金庫
- ヤマハ発動機

## 沿革
- 1991年（平成3年）11月25日 - 愛知県、蒲郡市、JR東海、トヨタ自動車等が出資し、第三セクター蒲郡海洋開発を蒲郡市役所内に設立。
- 1994年（平成6年）
  - 9月27日 - 愛知県蒲郡市大塚町に蒲郡海洋開発（蒲郡事務所）開所。
  - 12月27日 - 「ラグナックスアイランド蒲郡」建設事業で埋立認可。
- 1995年（平成7年）
  - 2月 - 「ラグナックスアイランド蒲郡」建設事業で埋立工事開始。
  - 3月11日 - 「ラグナックスアイランド蒲郡」起工式。
- 1998年（平成10年）5月 - 増資。
- 1999年（平成11年）
  - 1月18日 - 名称を「ラグナックスアイランド蒲郡」から「ラグーナ蒲郡」に変更。
  - 1月29日 - ラグーナ蒲郡の第1期工区（57ha）が竣工する。
- 2000年（平成12年）4月1日 - 中核施設「ラグナマリーナ」が仮オープンする。
- 2001年（平成13年）
  - 2月 - ラグーナ蒲郡の埋立事業が完了。
  - 4月 - コスト削減や事業費の見直しで全体事業費を1,400億円から800億円に圧縮することが発表される。
  - 4月1日 - 「ラグナマリーナ」本オープン。
  - 11月12日 - ラグーナ蒲郡の中央部地下約1500mから温泉が湧き出る。39.5度の「カルシウム・ナトリウム塩化物泉」とわかる。
- 2002年（平成14年）
  - 3月22日 - UFJ銀行（現在の三菱UFJ銀行）など約400億円の貸し付けをしている銀行団が、200億円の債権放棄を通告。トヨタ自動車がその債権を肩代わりし、資金面で全面支援することを決定。
  - 3月25日 - テレビコマーシャル放映開始。
  - 4月25日 - ウォータースポーツパーク「ラグナシア」（海をテーマにしたアミューズメントパーク）開業。
  - 5月16日 - 「ラグーナ　フェスティバルマーケット」（レストラン、おさかな市場、アウトレット等）開業。
- 2003年（平成15年）
  - 4月10日 - レストラン「ラグンブルー」オープン。
  - 4月25日 - タラソテラピー施設「テルムマラン ラグーナ」と天然温泉「ラグーナの湯」が開業。
- 2004年（平成16年）9月26日 - 「ITUトライアスロンワールドカップ蒲郡大会」がラグーナ蒲郡・弘法山周辺で開催される。
- 2008年（平成20年）7月15日 - 指定管理者制度により大塚海浜緑地の管理・運営を開始[2]。
- 2009年（平成21年）3月19日 - 「ラグーナ　フェステバルマーケット」を全面改装オープン。当初、同施設東側部分に一階建て施設を増築し、約1,000平方メートル増床予定であったが、景気後退の影響で増床は延期となった[3][4]。
- 2012年（平成24年）4月20日 - タラソテラピー施設リニューアルオープン。「タルゴ ラグーナ」開業。
- 2014年（平成26年）
  - 8月1日 - 「ラグナシア」（イベント開催、アトラクション、遊園地、プール事業）、「ラグーナフェスティバルマーケット」（飲食店、物販部門）、「タラソテラピー」（温浴施設部門）をHISが設立した「株式会社ラグーナテンボス」へ事業譲渡[1][5][6]。
  - 11月 - マリーナ運営事業と不動産分譲事業をトヨタ自動車が設立した「株式会社ラグナマリーナ」へ譲渡[1]。
- 2015年（平成27年）
  - 1月1日 - 株主総会の決議により、2015年（平成27年）1月1日に解散[1]。
  - 2月18日 - 名古屋地裁豊橋支部より特別清算開始決定を受けた[1]。